# Dihidrokarveol dehidrogenaza
Dihidrokarveol dehidrogenaza (EC 1.1.1.296, karveolna dehidrogenaza) je enzim sa sistematskim imenom ment-8-en-2-ol:NAD+ oksidoreduktaza. Ovaj enzim katalizuje sledeću hemijsku reakciju
ment-8-en-2-ol + NAD+ {\displaystyle \rightleftharpoons } ment-8-en-2-on + NADH + H+
Ovaj enzim iz gram-pozitivne bakterije Rhodococcus eritropolis DCL14 formira deo puta degradacije karveola i dihidrokarveola. Enzim deluje na svih osam stereoizomera ment-8-en-2-ola, mada ne jednakom brzinom. Preferentni supstrati su (+)-neoizodihidrokarveol, (+)-izodihidrokarveol, (+)-dihidrokarveol i (-)-izodihidrokarveol.

## Literatura
- Nicholas C. Price; Lewis Stevens (1999). Fundamentals of Enzymology: The Cell and Molecular Biology of Catalytic Proteins (Third изд.). USA: Oxford University Press. ISBN 019850229X.
- Eric J. Toone (2006). Advances in Enzymology and Related Areas of Molecular Biology, Protein Evolution (Volume 75 изд.). Wiley-Interscience. ISBN 0471205036.
- Branden C; Tooze J. Introduction to Protein Structure. New York, NY: Garland Publishing. ISBN 0-8153-2305-0.
- Irwin H. Segel. Enzyme Kinetics: Behavior and Analysis of Rapid Equilibrium and Steady-State Enzyme Systems (Book 44 изд.). Wiley Classics Library. ISBN 0471303097.

## Spoljašnje veze
- Dihydrocarveol+dehydrogenase на 